# Ctimene lativitta
Ctimene lativitta är en fjärilsart som beskrevs av W. Warren 1902. Ctimene lativitta ingår i släktet Ctimene och familjen mätare. Inga underarter finns listade i Catalogue of Life.